# Lista de presidentes do Parlamento da Turquia

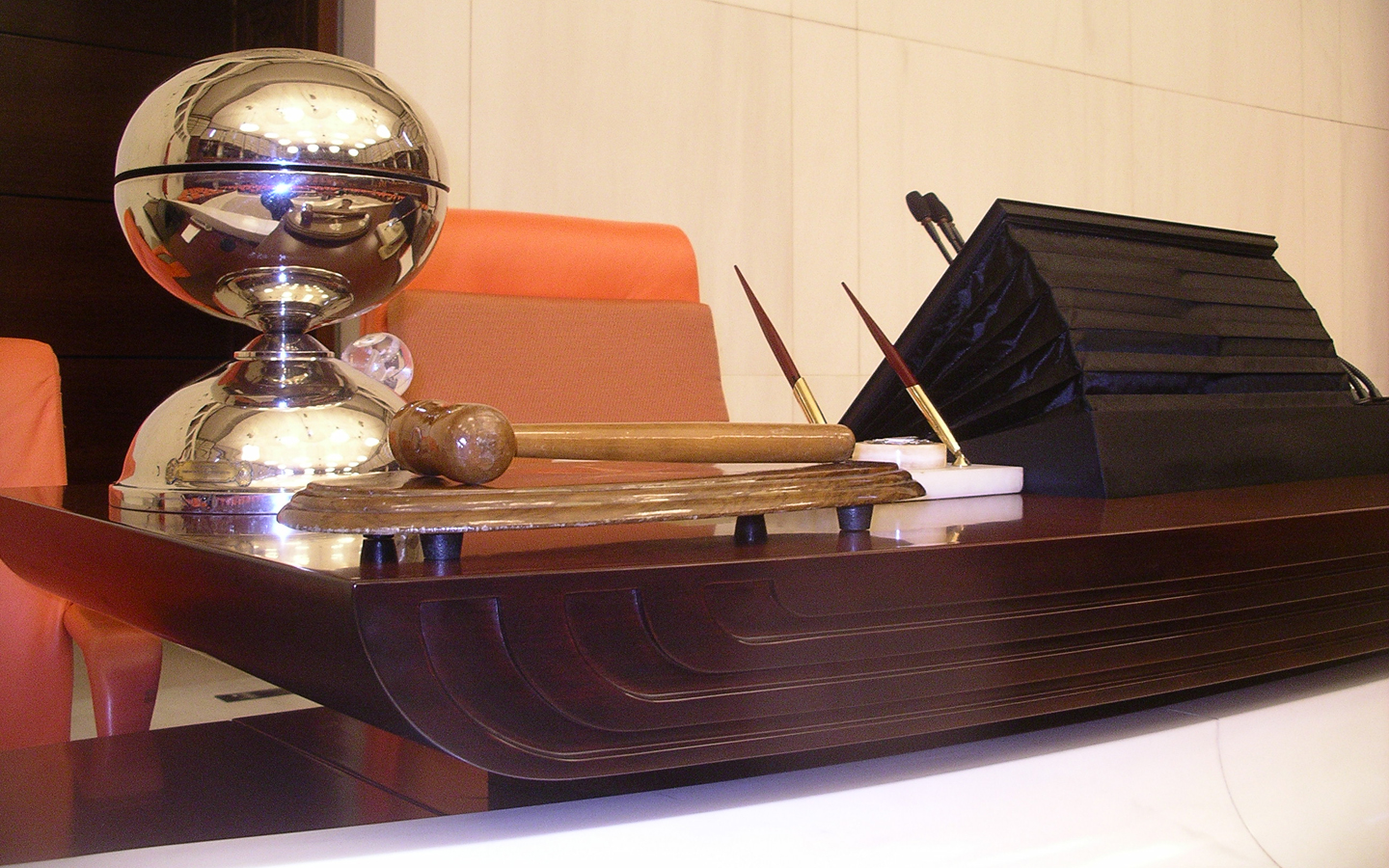
Cadeira do presidente do parlamento turco.

Esta é uma lista de presidentes do Parlamento da Turquia, fundado com o nome de Grande Assembléia Nacional da Turquia (em turco: Türkiye Büyük Millet Meclisi) em 1920, mas que adotou outros nomes oficiais depois de diversas intervenções militares ocorridas na política daquele país.
Um senado também já existiu, paralelamente à Assembléia Nacional, entre os dois golpes de Estado ocorridos entre 1960 e 1980.

## Presidente em exercício
No caso de uma ausência temporária do presidente da República da Turquia, seja por motivo de saúde, viagens ao exterior ou qualquer outra circunstância semelhante, o presidente da câmara serve como presidente em exercício, e assume os poderes da presidência até que o mandatário do cargo retorne às suas funções; caso a presidência fique repentinamente vaga, como resultado da morte ou renúncia do seu ocupante, o presidente do parlamento também ocupa o cargo até a eleição de um novo presidente da república.

## Lista de presidentes
|                            | Nome                      | Assumiu o cargo         | Deixou o cargo          | Partido                              |
| Grande Assembléia Nacional |                           |                         |                         |                                      |
| 1                          | Mustafa Kemal Atatürk     | 24 de abril de 1920     | 29 de outubro de 1923   | Partido Republicano do Povo          |
| 2                          | Ali Fethi Okyar           | 1 de novembro de 1923   | 22 de novembro de 1924  | Partido Republicano do Povo          |
| 3                          | Kazım Özalp               | 26 de novembro de 1924  | 1 de março de 1935      | Partido Republicano do Povo          |
| 4                          | Mustafa Abdülhalik Renda  | 1 de março de 1935      | 5 de agosto de 1946     | Partido Republicano do Povo          |
| 5                          | Kazım Karabekir           | 5 de agosto de 1946     | 26 de janeiro de 1948   | Partido Republicano do Povo          |
| 6                          | Ali Fuat Cebesoy          | 30 de janeiro de 1948   | 1 de novembro de 1948   | Partido Republicano do Povo          |
| 7                          | Şükrü Saracoğlu           | 1 de novembro de 1948   | 22 de maio de 1950      | Partido Republicano do Povo          |
| 8                          | Refik Koraltan            | 22 de maio de 1950      | 27 de maio de 1960      | Partido Democrático                  |
| Casa dos Representantes    |                           |                         |                         |                                      |
|                            | Kazım Orbay               | 9 de janeiro de 1961    | 26 de outubro de 1961   | Sem filiação partidária              |
| Assembléia Nacional        |                           |                         |                         |                                      |
| 9                          | Fuat Sirmen               | 1 de novembro de 1961   | 10 de outubro de 1965   | Partido Republicano do Povo          |
| 10                         | Ferruh Bozbeyli           | 22 de outubro de 1965   | 1 de novembro de 1970   | Partido da Justiça                   |
| 11                         | Sabit Osman Avci          | 26 de novembro de 1970  | 14 de outubro de 1973   | Partido da Justiça                   |
| 12                         | Kemal Güven               | 18 de dezembro de 1973  | 5 de junho de 1977      |                                      |
| 13                         | Cahit Karakaş             | 17 de novembro de 1977  | 12 de setembro de 1980  | Partido Republicano do Povo          |
| Assembléia Consultiva      |                           |                         |                         |                                      |
|                            | Sadi Irmak                | 27 de outubro de 1981   | 4 de dezembro de 1983   | Sem filiação partidária              |
| Grande Assembléia Nacional |                           |                         |                         |                                      |
| 14                         | Necmettin Karaduman       | 4 de dezembro de 1983   | 29 de novembro de 1987  | Partido da Pátria                    |
| 15                         | Yıldırım Akbulut (1ª vez) | 24 de dezembro de 1987  | 9 de novembro de 1989   | Partido da Pátria                    |
| 16                         | Ismet Kaya Erdem          | 21 de novembro de 1989  | 20 de outubro de 1991   | Partido da Pátria                    |
| 17                         | Hüsamettin Cindoruk       | 16 de novembro de 1991  | 1 de outubro de 1995    | Partido do Caminho Verdadeiro        |
| 18                         | Ismet Sezgin              | 18 de outubro de 1995   | 24 de dezembro de 1995  | Partido do Caminho Verdadeiro        |
| 19                         | Mustafa Kalemli           | 25 de janeiro de 1996   | 30 de setembro de 1997  | Partido da Pátria                    |
| 20                         | Hikmet Çetin              | 16 de outubro de 1997   | 18 de abril de 1999     | Partido Republicano do Povo          |
| (15)                       | Yıldırım Akbulut (2ª vez) | 20 de maio de 1999      | 30 de setembro de 2000  | Partido da Pátria                    |
| 21                         | Ömer İzgi                 | 18 de outubro de 2000   | 3 de novembro de 2002   | Partido do Movimento Nacionalista    |
| 22                         | Bülent Arinç              | 19 de novembro de 2002  | 22 de julho de 2007     | Partido da Justiça e Desenvolvimento |
| 23                         | Köksal Toptan             | 9 de agosto de 2007     | 9 de agosto de 2009     | Partido da Justiça e Desenvolvimento |
| 24                         | Mehmet Ali Şahin          | 9 de agosto de 2009     | 4 de julho de 2011      | Partido da Justiça e Desenvolvimento |
| 25                         | Cemil Çiçek               | 4 de julho de 2011      | 7 de junho de 2015      | Partido da Justiça e Desenvolvimento |
| 26                         | İsmet Yılmaz              | 1 de julho de 2015      | 1 de novembro de 2015   | Partido da Justiça e Desenvolvimento |
| 27                         | İsmail Kahraman           | 22 de novembro de 2015  | 7 de julho de 2018      | Partido da Justiça e Desenvolvimento |
| 28                         | Binali Yıldırım           | 12 de julho de 2018     | 19 de fevereiro de 2019 | Partido da Justiça e Desenvolvimento |
| 29                         | Mustafa Şentop            | 24 de fevereiro de 2019 | 2 de junho de 2023      | Partido da Justiça e Desenvolvimento |
| 30                         | Numan Kurtulmuş           | 7 de junho de 2023      | atualidade              | Partido da Justiça e Desenvolvimento |

| Key: | CHP | DP | AP | ANAP | DYP | MHP | AK Partido | Sem afiliação partidária |